# Sofi Tukker

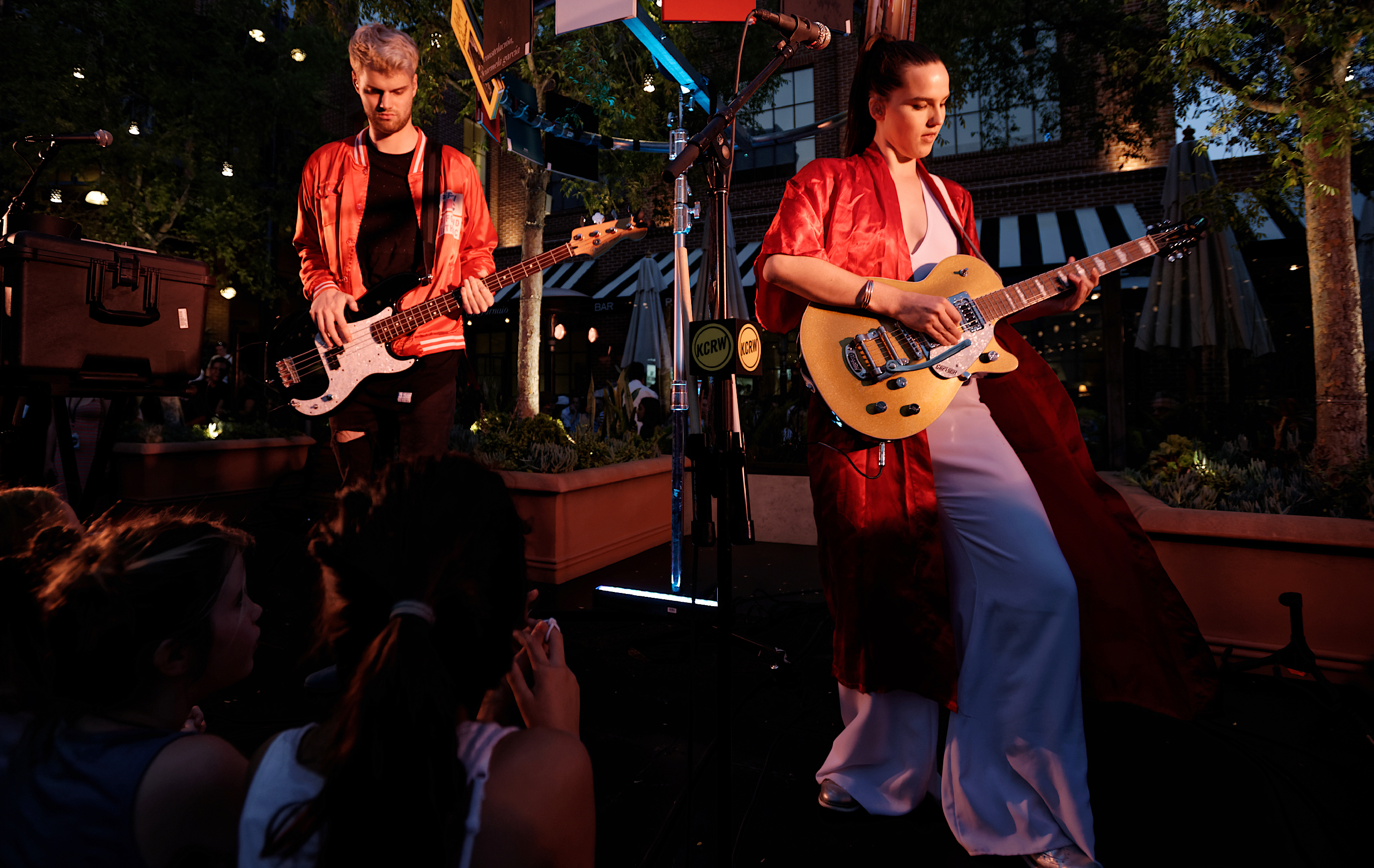
Sofi Tukker, 2016

Sofi Tukker ist ein US-amerikanisches Dance-Pop-Duo aus New York City. Es besteht aus Sophie Hawley-Weld (* 17. Mai 1992 in Frankfurt am Main) und Tucker Halpern (* 26. Dezember 1989 in Brookline, Massachusetts).

## Bandgeschichte
Das Duo lernte sich kurz vor Ende ihrer Studienzeit an der Brown University in Providence kennen. Die in Deutschland geborene Sophie Hawley-Weld wollte als Tanzlehrerin nach Brasilien ziehen, Tucker Halpern musste seine Basketballkarriere aufgeben und wurde DJ. Er hörte sie singen und erstellte einen Remix, über den sie zusammenfanden.
Sie änderten ihre Berufspläne und schlossen sich 2014 unter Verwendung ihrer abgewandelten Vornamen als Sofi Tukker zusammen. Zwei Jahre später erschien ihre erste EP Soft Animals. Ihr erster Song war eine Vertonung eines Gedichts des Brasilianers Ricardo de Carvalho Duarte – Hawley-Weld hatte in Brasilien gelebt und Portugiesisch studiert. Das Lied Drinkee wurde ein internationaler Überraschungshit auf den Streaming-Plattformen, wurde weltweit 30 Millionen Mal abgerufen und schaffte es in Australien und Italien in die Charts. Es wurde schließlich für einen Grammy Award in der Kategorie Beste Dance-Aufnahme nominiert.
Die zweite Singleveröffentlichung war Best Friend und erschien Ende 2017. Bei dem Song arbeitete das Duo mit den Australiern Nervo und der japanischen Sängerin Alisa Ueno zusammen. Zusätzlichen Auftrieb bekam das Lied durch den Einsatz in einem populären Smartphone-Werbeclip und in dem Fußballcomputerspiel FIFA 18. Best Friend schaffte es in die offiziellen Singlecharts und auf Platz fünf der Dance-Charts in den USA. Im April folgte schließlich ihr Debütalbum mit dem Titel Treehouse. Sie verpassten zwar die Albumcharts, in den Dance-Charts erreichten sie aber ein weiteres Mal Platz fünf. 2022 folgte das Album Wet Tennis.

## Diskografie
Alben
- 2018: Treehouse
- 2022: Wet Tennis
- 2024: Bread

EPs
- 2016: Soft Animals
- 2019: Dancing on the People

Singles
- 2016: Matadora
- 2016: Hey Lion
- 2016: Drinkee
- 2016: Déjà Vu Affair
- 2016: Awoo
- 2017: Johny
- 2017: Greed
- 2017: Moon Tattoo (Frost Remix)
- 2017: Fuck They
- 2017: Best Friend (feat. Nervo, The Knocks & Alisa Ueno)
- 2017: Energia
- 2018: Baby I’m a Queen
- 2018: Batshit / That’s It (I’m Crazy)
- 2018: Everybody Needs a Kiss (mit Benny Benassi)
- 2018: Energia (Parte 2) (mit Pabllo Vittar)
- 2018: Benadryl
- 2019: Mi rumba (mit Zhu)
- 2019: Fantasy
- 2019: Playa grande (mit Bomba Estéreo, US: Gold (Latin))
- 2019/2020: Swing (solo / feat. Allday)
- 2019: Purple Hat (US: Gold)
- 2020: House Arrest (mit Gorgon City)
- 2020: Spa (mit Icona Pop)
- 2021: It Don’t Matter (mit Alok & Inna)
- 2021: Sun Came Up (mit John Summit)
- 2022: Original Sin

Gastbeiträge
- 2018: Brazillian Soul (The Knocks feat. Sofi Tukker)

Remixe
- 2016: Stray Echo – Pavement
- 2017: Local Natives – Dark Days
- 2018: Billie Eilish – Copycat
- 2019: Laurent Wolf feat. Eric Carter – No Stress
- 2023: Mari Merenda & Sophia Ardessore – Veneno

## Auszeichnungen für Musikverkäufe
| Goldene Schallplatte - Italien - 2016: für die Single Drinkee - Kanada - 2019: für die Single Batshit - Mexiko - 2023: für die Single Best Friend Platin-Schallplatte - Australien - 2017: für die Single Drinkee - Brasilien - 2022: für die Single It Don’t Matter - Kanada - 2018: für die Single Best Friend - 2021: für die Single Purple Hat - Polen - 2023: für die Single It Don’t Matter | 2× Platin-Schallplatte - Brasilien - 2023: für die Single Drinkee |

Anmerkung: Auszeichnungen in Ländern aus den Charttabellen bzw. Chartboxen sind in ebendiesen zu finden.
| Land/RegionAuszeichnungen für Musikverkäufe (Land/Region, Auszeichnungen, Verkäufe, Quellen) | Gold     | Platin     | Verkäufe  | Quellen             |
| -------------------------------------------------------------------------------------------- | -------- | ---------- | --------- | ------------------- |
| Australien (ARIA)                                                                            | —        | Platin1    | 70.000    | aria.com.au         |
| Brasilien (PMB)                                                                              | —        | 3× Platin3 | 200.000   | pro-musicabr.org.br |
| Italien (FIMI)                                                                               | Gold1    | —          | 25.000    | fimi.it             |
| Kanada (MC)                                                                                  | Gold1    | 2× Platin2 | 160.000   | musiccanada.com     |
| Mexiko (AMPROFON)                                                                            | Gold1    | —          | 30.000    | amprofon.com.mx     |
| Polen (ZPAV)                                                                                 | —        | Platin1    | 50.000    | olis.pl             |
| Vereinigte Staaten (RIAA)                                                                    | 3× Gold3 | —          | 1.030.000 | riaa.com            |
| Insgesamt                                                                                    | 6× Gold6 | 7× Platin7 |           |                     |